# Галопирующая инфляция

Инфляция в разных странах мира в 2022 году

Галопи́рующая инфля́ция — инфляция, развивающаяся стремительными темпами. Реже употребляется несколько другое по смыслу определение — инфляция, нарастающая скачкообразными темпами.

## Особенности
Для галопирующей инфляции характерны более высокие темпы роста цен, чем для умеренной (ползучей) инфляции, но более низкие, чем для гиперинфляции. Строго обозначенных параметров галопирующей инфляции нет вследствие того, что инфляционные процессы проявляют себя по-разному из-за различных типов экономических систем, уровня развития страны и т. п. Как правило, галопирующей инфляцией признаётся рост цен на 10—100 % в год, иногда встречаются и другие рамки (10—50 % или 20—100 %). П. Самуэльсон ограничивал галопирующую инфляцию 200 % в год.
Характерной особенностью галопирующей инфляции по сравнению с умеренной является то, что при ней возрастают риски, связанные с заключением контрактов в номинальных ценах. В связи с этим при заключении сделок или учитывается рост цен, или же вместо национальной валюты используется стабильная конвертируемая валюта другого государства. Например, в России в период галопирующей инфляции цены на товары и услуги зачастую указывались в долларах США. В отличие от умеренной галопирующая инфляция трудно управляема. Галопирующая инфляция влияет на поведение домохозяйств и фирм, большую роль играют инфляционные ожидания. Каждое повышение цен приводит к росту заработной платы и издержек.
Последствия галопирующей инфляции:
- инфляционные ожидания;
- стремление конвертировать деньги в товары и недвижимость с целью сбережения средств от обесценивания;
- отказ от предоставления ссуд с фиксированным процентом[2].

## Проявления

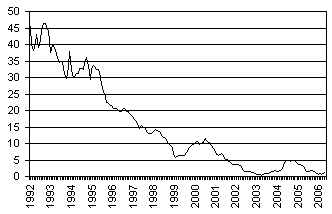
Для экономики Польши 1990-х годов была характерна галопирующая инфляция

Галопирующая инфляция — более частое явление, нежели гиперинфляция, и периодически наблюдается даже в наиболее экономически развитых странах. В большинстве последних галопирующая инфляция наблюдалась в послевоенные годы (1945—1952) и в 1970-е годы вследствие повышения ОПЕК цен на нефть. Также галопирующая инфляция была характерна для стран с переходной экономикой.
Галопирующую инфляцию среди прочих испытали:
- США (1917—1920, 1947, 1974, 1979—1980);
- Финляндия (1975—1977, 1980—1981);
- Бразилия 1950—1970-е годы, после которых началась гиперинфляция;
- Польша (1981—1988, 1991—1998), в 1989—1990 годах была гиперинфляция;
- Венгрия — первая половина 1990-х годов;
- Чехия — первая половина 1990-х годов;
- Словакия — первая половина 1990-х годов;
- Россия — 1991, c 1995 года, сменив гиперинфляцию (1992—1994). По мнению некоторых аналитиков и представителей оппозиционных партий, современная инфляция в России продолжает оставаться галопирующей[7][8][9], но это отрицается высшим руководством страны[10].

В 2000-е годы число стран, испытывающих галопирующую инфляцию, резко сократилось. В 2004—2005 годы по данным ООН ярко выраженная галопирующая инфляция (20—100 % в год) наблюдалась только в Анголе (23 % в год) и ДР Конго (21,3 % в год). Уровень инфляции в размере 10 — 20 % в год в этот же период наблюдался в таких странах как Россия (12,7 %), Украина (13,5 %), Белоруссия (10,3 %), Молдавия (13,1 %), Иран (13,4 %), Шри-Ланка (11,6 %), Индонезия (10,5 %), Мавритания (12,1 %), Эфиопия (11,6 %), Сьерра-Леоне (12,1 %), Гана (15,1 %), Нигерия (13,5 %), Кения (10,3 %), Бурунди (13 %), Малави (15,4 %), Замбия (18,3 %), Мадагаскар (18,5 %), Ямайка (15,3 %), Гаити (15,7 %), Коста-Рика (13,8 %), Венесуэла (16 %).